# Ted Frazier
Edwin Hartwell Frazier, detto Ted (Stoneham, 21 gennaio 1907 – Melrose, 2 novembre 1971), è stato un hockeista su ghiaccio statunitense.

## Palmarès

### Olimpiadi invernali
- Argento a Lake Placid 1932 nell'hockey su ghiaccio.